# 马来西亚-新加坡航空
马来西亚-新加坡航空（Malaysia-Singapore Airlines，MSA）前称馬來亞航空（Malayan Airways）和馬來西亞航空（Malaysian Airways），是一家已经停止运作的航空公司，于1972年拆分成为两家公司：
- 马来西亚航空系统（Malaysian Airline System），现改名为马来西亚航空（Malaysia Airlines）
- 新加坡航空 （Singapore Airlines）

## 历史

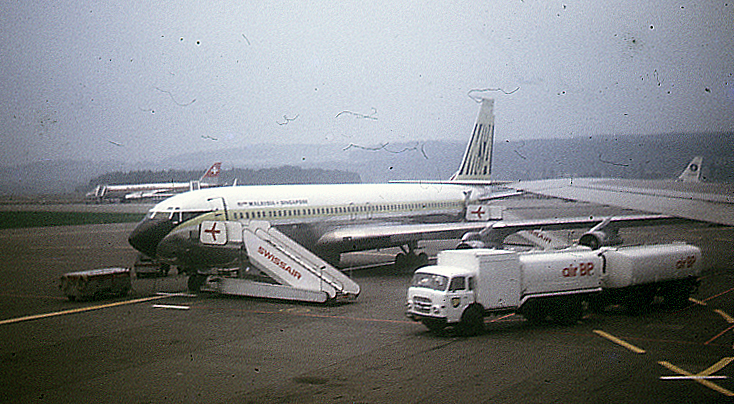
一架在苏黎世机场机场的该航波音707客机（拍摄于1972年）

公司成立于1947年，原本名为“马来亚航空”公司。 1947年4月2日执行首个非定期航班，由英国海峡殖民地新加坡出发前往吉隆坡。 5月1日开始定期航班服务，由新加坡出发前往吉隆坡、怡保和槟城。在1940和50年代，马来亚航空继续扩展其业务，包括引入道格拉斯DC-3、道格拉斯DC-4、维克斯子爵、L-1049、哈维兰彗星型和福克F27等客机。
1963年马来亚、新加坡、沙巴和砂拉越组成了马来西亚联邦，这使马来亚航空更名为“马来西亚航空”，同时马来西亚航空亦接管了婆罗洲航空。 1965年新加坡宣布独立，又使公司更名为“马来西亚-新加坡航空”。公司在接下来的数年急速扩张，并订购了首架波音客机波音707，随后亦订购了波音737。
在1972年，新加坡与马来西亚政府间的合作破裂，这使公司一分为二，分为了以新加坡樟宜机场作为基地的“新加坡航空”，和以吉隆坡国际机场作为基地的“马来西亚航空系统”。 自此两家公司各自发展。1987年，马来西亚航空系统改名为“马来西亚航空”。

## 机队
马来西亚-新加坡航空的飞行机队包括：

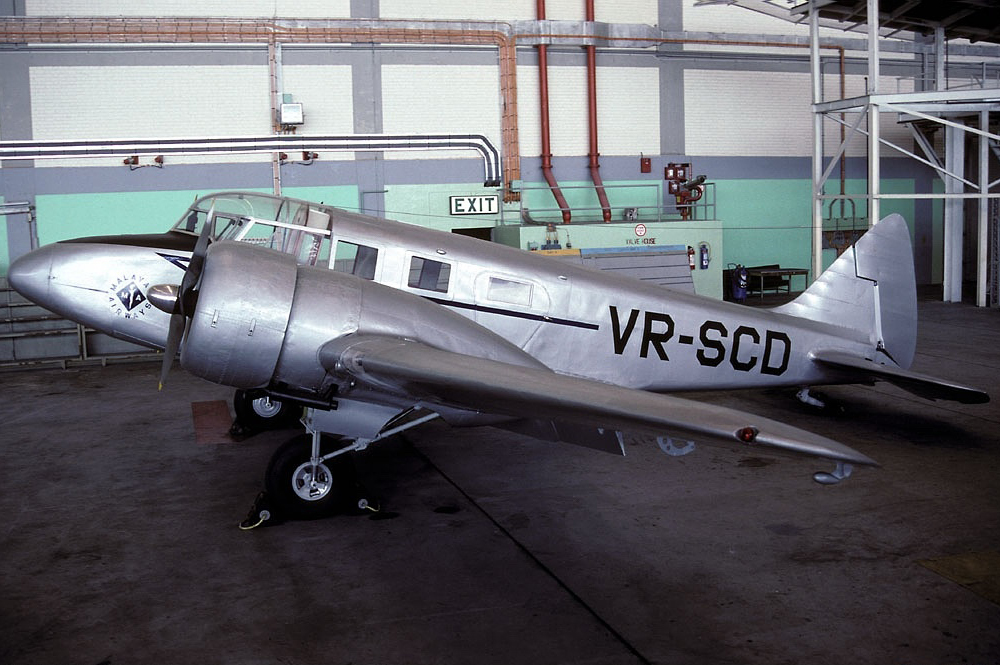
一架Airspeed Consul飞机，是马来亚航空航空的第一款飞机

- Airspeed Consul（英语：Airspeed Consul）
- 道格拉斯DC-3
- 道格拉斯C-47
- 彗星 4
- 双先锋（英语：Scottish Aviation Twin Pioneer）
- 福克F27
- L-1049
- 维克斯子爵
- 波音707
- 波音737 (5)